# Corteo
A Corteo a Cirque du Soleil kanadai székhelyű cirkusztársulat kortárs cirkusz műfajú előadása, amely premierje 2005. április 21-én volt Montréalban. A műsor mindjárt a legelső városban rekordot döntött, ugyanis a 2005. május 24-ig több mint 200 000 ember volt kíváncsi az előadásra, amely jóval meghaladta a korábbi rekordot, amit a Varekai bemutatója tartott 180 000 eladott belépővel. A műsor kezdetben cirkuszsátorral utazott, az utolsó ilyen eladást 2015. december 13-án tartották Quitóban, Ecuador fővárosában. 2017. november 20-án a Cirque du Soleil bejelentette, hogy a show újra turnéra indul, ezúttal az arénában. Az újbóli előadássorozat 2018. március 2-án mutatkozott be New Orleansban.
A Cortéo egy olasz szó, jelentése kíséret, magyar fordításban ünnepi menet. A történet egy bohócról szól, aki végignézi a saját temetésén zajló karneváli hangulatot. A műsor részben átveszi National Gallery of Canada The Grand Parade: Portrait of the Artist több jelenetét is. A műsort Daniele Finzi Pasca rendezte, aki a svájci Teatro Sunil bohóccsoport alapítója, valamint a Cirque Éloize igazgatója. Az előadás kör alakú forgószínpadon zajlik. Időnként egy festményekkel illusztrált függönyt engednek a színpadra, amely kettéosztja azt.

## Szereplők
- Elhunyt bohóc (Mauro)
- Clowness
- Óriás bohóc
- Kis bohóc
- Loyal Whistler
- Fehér bohóc
- Angyalok

## Műsorszámok
- Légtornászok csillárokon
- Gumiasztal ágyak
- Cyr kerék
- Hulahopp
- Léggömb-repülés
- Ugródeszka
- Álló zicc
- Kristálypoharak és tibeti éneklő tál
- Zsonglőrködés
- Szabadlétra
- Gurtni duó
- Akrobatika nyújtókon

### Cserélődő műsorszámok
- Diabolo

### Nincs műsoron
- Ritmikus gimnasztika
- Szóló gurtni légtornász
- Alacsony drót
- Tissue
- Adagio duó
- Lábzsonglőr
- Komikus póniidomítás
- Élő marionett-bábuk
- Golf

## Zene
A előadás zenéjét eredetileg Philippe Leduc és Maria Bonzanigo komponálta volna, később viszont további zeneszerzők csatlakoztak hozzájuk, többek között Jean-François Côté és Michel A. Smith is átdolgozott több dalt. Az előadás rendezője Daniele Finzi Pasca is hozzájárult dalszövegekhez.
Cirque du Soleil Musique kiadta a Corteo zenei albumát, amely Kanadában 2006. szeptember 23-án, az USA-ban 2006. október 7-én jelent meg. Az albumhoz 61 zenész és énekes, egy 16 tagú kórus és egy 13 tagból álló vonóskar járult hozzá. A dalszövegek olasz, francia és spanyol nyelvűek.
Az alábbi lista az album dalait tartalmazza, mellettük a jelenlegi produkciók szerepelnek.
1. Funerale (Nyitány 1. rész)
2. Ritornare (Nyitány 2. rész)
3. Rêve d'un pantin (Élő marionett-bábuk)
4. Les chevaux à bottes (Komikus póniidomítás)
5. Nos dejó (Cortege)
6. Klezmer Moment (Léggömb-repülés)
7. Prendersi per mano (Légtornász duó)
8. Anneaux (Cyr kerék)
9. El cielo sabrá (Kötéltánc)
10. Fugue (Légtornászok csillárokon)
11. Volo volando (Légtornászok csillárokon)
12. Un tierno y dulce (Álló zicc)
13. Balade au bout d'une échelle (Szabadlétra)
14. Garda lassù (Álló zicc)
15. Triangle tango (Ritmikus gimnasztika)
16. Che finalone (Akrobatika nyújtókon)

### Zenekar
- Roger Hewett — karmester, billentyűs hangszerek
- Gérard Cyr — billentyűs hangszerek, szaxofon
- Michel Vaillancourt — gitár
- Buddy Mohmed
- Suzie Gagnon — harmonika
- Kit Chatham
- Gale Hess — hegedű, klarinét
- Paul Bisson — énekes
- Marie-Michelle Faber — énekes

## Filmográfia
2006. április 11-én jelent meg az előadás filmes változata. 2005-ben forgatták Kanadában. A film 2007-ben elnyerte a legkiemelkedő képminőségért és szerkesztésért járó Emmy-díjat, majd egy Gemini-díjat is.

## Turné

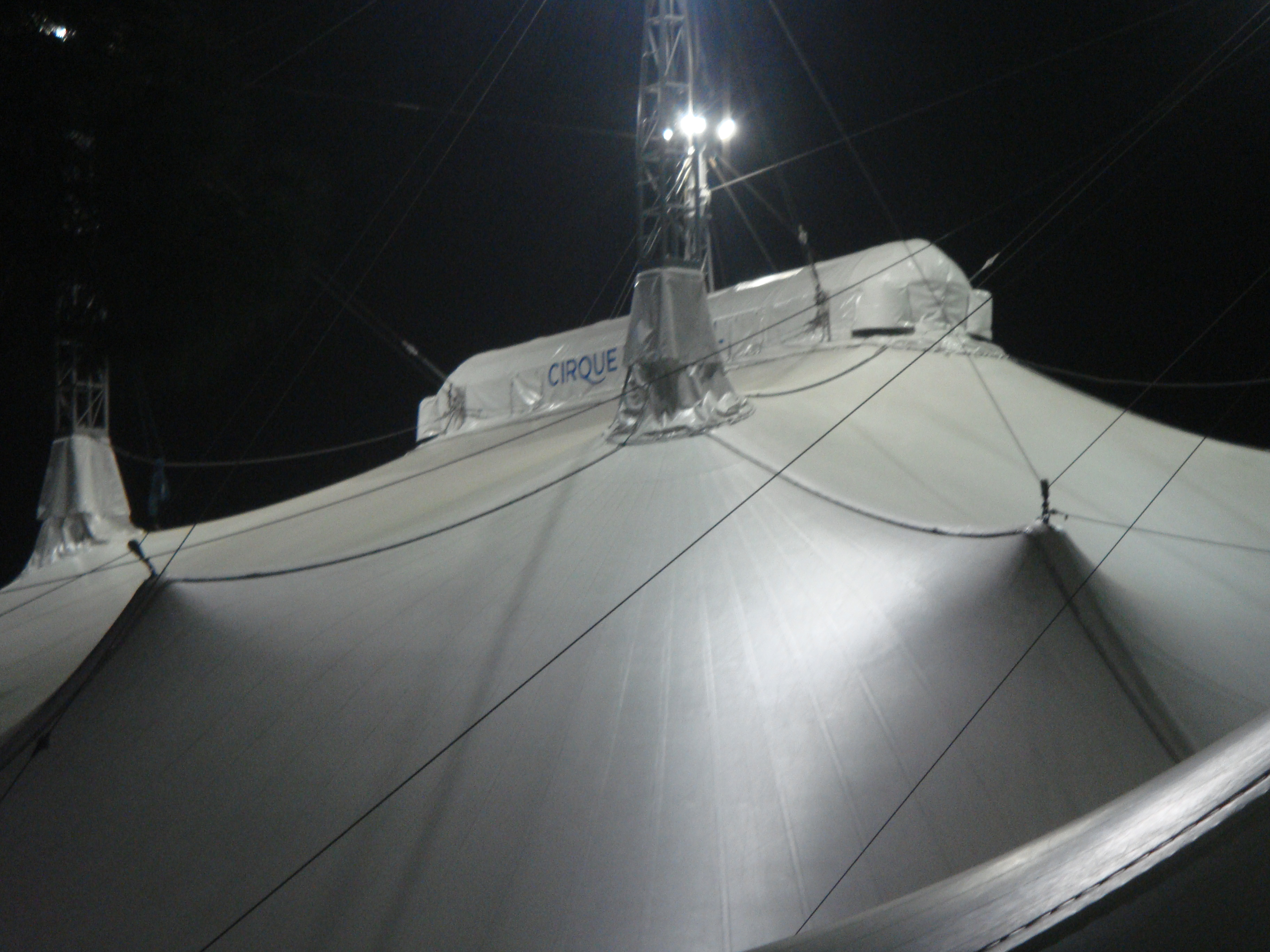
A Corteo sátra Madridban

A Corteo 2005-ös premierjét követően a műsort több, mint 5 millión látták. Az 1000. előadást 2008 januárjában San Diegóban, az 1500. előadást 2009 júniusában Nagojában, a 2000. előadást 2010 szeptemberében Kazanyban, a 3500. előadást 2015 márciusában Bogotában rendezték. A Corteo (a Cirque du Soleil többi műsorához hasonlóan) egy észak-amerikai turnéval (2005–2008) kezdett, amelyet 2009-ben egy japán turné követett. Ezután került sor egy európai (2010–2013), majd egy dél-amerikai turnéra (2013–2015). Az utolsó cirkuszsátoros előadást 2015. december 13-án tartották Quitóban.
Egy hároméves szünet során a műsort aréna formátumhoz igazították, amit New Orleansban, Louisianában mutattak be 2018 márciusában.
Jelmagyarázat
  EU   Európa
  ÉA   Észak-Amerika
  DA   Dél- és Közép-Amerika
  ÁC   Ázsia/Csendes-óceán
  ÓC   Óceánia
  AF   Afrika
| - ÉA Montréal, Kanada – 2005. április 21. és június 19. között - ÉA Québec, Kanada – 2005. június 30. és július 24. között - ÉA Toronto, Kanada – 2005. augusztus 4. és szeptember 11. között - ÉA Minneapolis, USA – 2005. szeptember 23. és október 23. között - ÉA San Francisco, USA – 2005. november 11. és 2006. január 8. között - ÉA San José, USA – 2006. január 19-től március 5-ig - ÉA Phoenix, USA – 2006. március 16-tól 2006. április 9-ig - ÉA New York, USA – 2006. április 25-től 2006. július 2-ig - ÉA Chicago, USA – 2006. július 14-től augusztus 27-ig - ÉA Boston, USA – 2006. szeptember 8-tól 2006. október 15-ig - ÉA Washington, USA – 2006. október 26-tól 2006. november 26-ig - ÉA Atlanta, USA – 2006. december 15-től 2007. január 28-ig - ÉA Dallas, USA – 2007. február 9. és március 11. között - ÉA Houston, USA – 2007. március 22-től 2007. április 29-ig - ÉA Columbus, USA – 2007. május 11. és június 10. között - ÉA Denver, USA – 2007. június 22-től augusztus 5-ig - ÉA Los Angeles, USA – 2007. augusztus 23. és október 28. között - ÉA Costa Mesa, USA – 2007. november 8-tól december 23-ig - ÉA San Diego, USA – 2008. január 11-től február 17-ig - ÉA Portland, USA – 2008. március 4-től április 13-ig - ÉA Seattle, USA – 2008. április 24. és június 1. között - ÉA Vancouver, Kanada – 2008. június 12-től július 20-ig - ÉA Calgary, Kanada – 2008. július 31-től 2008. szeptember 7-ig - ÉA Ottawa, Kanada – 2008. szeptember 24-től október 26-ig - ÉA Miami, USA – 2008. november 13-tól december 28-ig - ÁC Tokió, Japán – 2009. február 4-től május 5-ig - ÁC Nagoja, Japán – 2009. május 21-től július 12-ig - ÁC Oszaka, Japán – 2009. július 29. és október 18. között - ÁC Tokió, Japán – 2009. november 4-től 2010. január 24-ig - ÁC Fukuoka, Japán – 2010. február 11. és április 4. között - ÁC Szendai, Japán – 2010. április 21. és június 6. között - EU Szentpétervár, Oroszország – 2010. június 26. és augusztus 8. között - EU Kazany, Oroszország – 2010. augusztus 21. és szeptember 26. között - EU Moszkva, Oroszország – 2010. október 9-től december 12-ig - EU Brüsszel, Belgium – 2011. január 4-től január 30-ig - EU Bécs, Ausztria – 2011. február 10. és március 20. között - EU Madrid, Spanyolország – 2011. április 2-től június 5-ig - EU Valencia, Spanyolország – 2011. június 16-tól július 17-ig - EU Alicante, Spanyolország – 2011. július 28-tól augusztus 28-ig - EU Sevilla, Spanyolország – 2011. szeptember 8-tól-október 16-ig - EU Párizs, Franciaország – 2011. november 4. és 2012. január 8. között - EU Barcelona, Spanyolország – 2012. január 20. és március 11. között - EU Amszterdam, Hollandia – 2012. március 22-től június 3-ig - EU Antwerpen, Belgium – 2012. június 13-tól augusztus 5-ig - EU Zürich, Svájc – 2012. szeptember 1-től október 7-ig - EU Düsseldorf, Németország – 2012. október 18-tól november 18-ig - EU Berlin, Németország – 2012. november 29. és december 30. között - EU Hamburg, Németország – 2013. január 9. és február 10. között - DA São Paulo, Brazília – 2013. március 30. és július 21. között - DA Brazíliaváros, Brazília – 2013. augusztus 2. és szeptember 8. között - DA Belo Horizonte, Brazília – 2013. szeptember 19. és október 27. között - DA Curitiba, Brazília – 2013. november 8. és december 15. között - DA Rio de Janeiro, Brazília – 2013. december 27. és 2014. február 23. között - DA Porto Alegre, Brazília – 2014. március 6. és április 13. között - DA Córdoba, Argentína – 2014. május 2. és 25. között - DA Buenos Aires, Argentína – 2014. június 7. és augusztus 3. között - DA Santiago, Chile – 2014. augusztus 19-től október 5-ig - DA Lima, Peru – 2014. október 25-től november 30-ig - DA San José, Costa Rica – 2015. január 22. és február 8. között - DA Bogotá, Kolumbia – 2015. március 19-től május 3-ig - ÉA Mérida, Mexikó – 2015. június 25. és július 12. között - ÉA Guadalajara, Mexikó – 2015. július 30-tól augusztus 16-ig - ÉA Mexikóváros, Mexikó – 2015. szeptember 3. és október 11. között - DA Quito, Ecuador – 2015. november 19. és december 13. között | - ÉA New Orleans, USA – 2018. március 2-től 4-ig - ÉA Houston, USA – 2018. március 8-tól 11-ig - ÉA Milwaukee, USA – 2018. március 29-től április 1-ig - ÉA Rockford, USA – 2018. április 5-től 8-ig - ÉA Columbus, USA – 2018. április 12-től 15-ig - ÉA Knoxville, USA – 2018. április 18-tól 22-ig - ÉA Lexington, USA – 2018. április 27-től 29-ig - ÉA Cincinnati, USA – 2018. május 3-tól 6-ig - ÉA Chattanooga, USA – 2018. május 10-től 13-ig - ÉA Lincoln, USA – 2018. május 17-től 20-ig - ÉA Broomfield, USA – 2018. május 24-től 27-ig - ÉA Loveland, USA – 2018. május 31-től június 3-ig - ÉA Oshawa, Kanada – 2018. június 21-től 24-ig - ÉA Ottawa, Kanada – 2018. június 27-től július 1-ig - ÉA Kingston, Kanada – 2018. július 4-től 8-ig - ÉA St. Catharines, Kanada – 2018. július 11-től 15-ig - ÉA Bridgeport, USA – 2018. július 18-tól 22-ig - ÉA Nashville, USA – 2018. július 26-tól 29-ig - ÉA Jacksonville, USA – 2018. augusztus 1-től 5-ig - ÉA Charlotte, USA – 2018. augusztus 8-tól 12-ig - ÉA Louisville, USA – 2018. augusztus 15-től 19-ig - ÉA Indianapolis, USA – 2018. augusztus 22-től 26-ig - ÉA Duluth, USA – 2018. augusztus 29-től szeptember 2-ig - ÉA Fresno, USA – 2018. szeptember 20-tól 23-ig - ÉA West Valley City, USA – 2018. szeptember 27-től 30-ig - ÉA Victoria, Kanada – 2018. október 4-től 7-ig - ÉA Vancouver, Kanada – 2018. október 10-től 14-ig - ÉA Kelowna, Kanada – 2018. október 17-től 21-ig - ÉA Kamloops, Kanada – 2018. október 24-től 28-ig - ÉA Lethbridge, Kanada – 2018. október 31-tőL november 4-ig - ÉA Minneapolis, USA – 2018. november 8-tól 11-ig - ÉA Cleveland, USA – 2018. november 15-től 18-ig - ÉA Québec, Kanada – 2018. december 6-tól 9-ig - ÉA Toronto, Kanada – 2018. december 12-től 16-ig - ÉA Montréal, Kanada – 2018. december 19-től 30-ig |

## Fordítás
Ez a szócikk részben vagy egészben  a   Corteo című angol Wikipédia-szócikk fordításán alapul.  Az eredeti cikk szerkesztőit annak laptörténete sorolja fel. Ez a jelzés csupán a megfogalmazás eredetét és a szerzői jogokat jelzi, nem szolgál a cikkben szereplő információk forrásmegjelöléseként.